# Rush in Rio
Rush in Rio es el título del quinto álbum grabado en directo -y vigesimosegundo en su carrera artística- por la agrupación canadiense de rock progresivo Rush. Fue grabado en directo durante la presentación que realizó la banda el sábado 23 de noviembre de 2002 en el Estadio Maracaná de la ciudad brasileña de Río de Janeiro -de allí el nombre del álbum-, como parte de la gira promocional del álbum "Vapor Trails", que llevó a Rush a presentarse por primera vez en Latinoamérica. Adicionalmente, Rush in Rio fue lanzado en versión video bajo formato DVD. El álbum fue certificado con la categoría disco de oro en ventas el 10 de febrero de 2004.

## Rush por primera vez en Latinoamérica
Luego de grabar "Vapor Trails", su primer álbum en seis años, la banda se embarca nuevamente en la aventura de salir de gira para promocionar su álbum. Aunque Neil Peart ya había visitado lugares donde la banda jamás se ha presentado, como África Occidental y China, por ejemplo, la idea de salir de gira por Latinoamérica sonaba un poco extravagante, principalmente porque los miembros de Rush no tenían una verdadera idea de su popularidad en la región, por lo cual la inversión -en tiempo y dinero- era riesgosa. 
No obstante, la producción acuerda primeramente una fecha para tocar en México, cuya cercanía geográfica haría asequible utilizarla como parámetro para medir la rentabilidad de una gira latinoamericana. Rush se presentó en el Foro Sol de la Ciudad de México el 5 de octubre de 2002, resultando en un lleno espectacular con 55.000 espectadores, a pesar de la barrera idiomática (ninguno de los tres miembros habla español) que le impide a la banda interactuar cómodamente con el público, como es su costumbre. Luego del éxito en suelo mexicano, la producción decide apropiado explorar el otro gran mercado latinoamericano: Brasil.
El 20 de noviembre de 2002, durante las últimas fechas de la gira, Rush se presentó en el Estadio Olímpico de Porto Alegre, ante poco más de 25.000 personas, lo cual representó la concurrencia más numerosa a un concierto en la historia de Rush. Tan tremendo impacto le proporciona al equipo de producción la idea de registrar el concierto de la fecha siguiente (donde ya se habían vendido 60.000 localidades): el viernes 22 de noviembre de 2002 la banda se presenta en el Estadio Morumbí de la ciudad de São Paulo para cerrar el sábado 23 de noviembre de 2002 en el Estadio Maracaná de Río de Janeiro, ante 40.000 espectadores.
Dificultades técnicas, mayormente a causa del clima lluvioso, afectaron la infraestructura para la grabación del espectáculo en Sao Paulo, lo que finalmente llevó a los miembros de Rush a tomar la determinación de grabar el concierto de Río de Janeiro contra viento y marea. En efecto, así fue, pues el retraso del equipo técnico por causa de la lluvia en el viaje de Sao Paulo a Río impidió inclusive que la banda pudiera realizar pruebas de sonido, con lo cual se corría el riesgo de fallas que hiciesen abortar el proyecto. Afortunadamente, la experiencia de casi tres décadas de trabajo rindió sus frutos y Rush ofreció un gran espectáculo, como puede apreciarse en la versión DVD de Rush in Rio.

## Audio
Rush in Rio fue lanzado en versión audio CD como álbum triple, debido a la duración del concierto, que hacía imposible se edición en sólo dos discos. Para completar el espacio desocupado en el disco 3, fueron agregados dos temas que también fueron interpretados durante la gira promocional del álbum "Vapor Trails", pero no en la presentación en Río de Janeiro. La lista de canciones de esta versión es la siguiente:

Disco 1
1. "Tom Sawyer" (5:10)
2. "Distant Early Warning" (4:48)
3. "New World Man" (4:03)
4. "Roll the Bones" (6:03)
5. "Earthshine" (5:42)
6. "YYZ" (instrumental) (4:35)
7. "The Pass" (4:50)
8. "Bravado" (6:15)
9. "The Big Money" (5:58)
10. "The Trees" (5:07)
11. "Freewill" (5:32)
12. "Closer to the Heart" (3:01)
13. "Natural Science" (8:34)

Disco 2
1. "One Little Victory" (5:32)
2. "Driven" (5:05)
3. "Ghost Rider" (5:36)
4. "Secret Touch" (7:00)
5. "Dreamline" (5:04)
6. "Red Sector A" (5:12)
7. "Leave That Thing Alone!" (instrumental) (4:59)
8. "O Baterista" (solo de batería) (8:18)
9. "Resist" (versión acústica) (4:24)
10. "2112: Overture/The Temples of Syrinx" (6:52)

Disco 3
1. "Limelight" (4:24)
2. "La Villa Strangiato" (instrumental) (10:05)
3. "The Spirit of Radio" (4:59)
4. "By-Tor and the Snow Dog" (4:35)/
5. "Cygnus X-1: The Voyage" (introducción) (3:12)/
6. "Working Man" (5:35)
7. "Between Sun & Moon" (4:48) +
8. "Vital Signs" (4:59) ++

- + Between Sun & Moon fue grabada durante el concierto en el Cricket Pavilion de Phoenix (Arizona), el 27 de septiembre de 2002
- ++ Vital Signs fue grabada durante el concierto en el Coliseé de la Ciudad de Quebec (Quebec), el 19 de octubre de 2002

## Video
El video lanzado en formato DVD comprende el espectáculo completo ofrecido en Río de Janeiro, sin cortes ni añadidos, lo cual representa asimismo una novedad para un lanzamiento en video de Rush. Adicionalmente, contiene un documental sobre las experiencias de la banda en Brasil, así como un despliegue de las tres canciones instrumentales interpretadas con opción para vista en varios ángulos. El listado de los capítulos de la versión DVD es el siguiente:
Disco 1
1. Tom Sawyer
2. Distant Early Warning
3. New World Man
4. Roll the Bones
5. Earthshine
6. YYZ
7. The Pass
8. Bravado
9. The Big Money
10. The Trees
11. Freewill
12. Closer to the Heart
13. Natural Science
14. One Little Victory
15. Driven
16. Ghost Rider
17. Secret Touch
18. Dreamline
19. Red Sector “A”
20. Leave That Thing Alone
21. O Baterista (solo de batería)
22. Resist (versión acústica)
23. 2112: Overture/The Temples Of Syrinx
24. Limelight
25. La Villa Strangiato
26. The Spirit of Radio
27. Encore: By-Tor & The Snow Dog/Cygnus X-1 (introducción)/Working Man

Disco 2
1. Documental: The Boys In Brazil
2. “YYZ” (con opción multiángulo)
3. “O Baterista” (con opción multiángulo)
4. “La Villa Strangiato” (con opción multiángulo)

## Músicos
- Geddy Lee: Voz, Bajo y Sintetizadores
- Alex Lifeson: Guitarras eléctrica y acústica, Coros
- Neil Peart: Batería y percusión electrónica

## Hitos
- Puesto 33 en la lista de popularidad "Billboard 200" (2004)
- Premio Juno (Canadá) en la categoría "DVD Musical del Año" (2004), por encima de Avril Lavigne ("My World"), Alanis Morissette ("Feast On Scraps"), Our Lady Peace ("Our Lady Peace Live") y Simple Plan ("A Big Package For You 1999-2003").
- O Baterista le valió a Rush una nominación al Premio Grammy en la categoría "Mejor Interpretación Instrumental Rock" en 2004, siendo la cuarta nominación de la banda en la misma categoría. Por cuarta vez, Rush no obtuvo el galardón, que recayó en Mrs. O'Leary's Cow, incluida en el álbum "Brian Wilson Presents Smile" de Brian Wilson.